# عقاب فیلیپینی
عقاب فیلیپینی (نام علمی: Pithecophaga jefferyi) که به عنوان عقاب میمون‌خوار نیز شناخته می‌شود، نام یک گونه از تیره عقابیان و خانواده بازان، بومی جنگلهای فیلیپین است. این عقاب دارای پرهایی به رنگ قهوه‌ای و سفید با تاجی پشمالو، و به‌طور کلی ۸۶ تا ۱۰۲ سانتی‌متر (۲٫۸۲ تا ۳٫۳۵ فوت) طول و ۴٫۰۴ تا ۸٫۰ کیلوگرم (۸٫۹ تا ۱۷٫۶ پوند) وزن دارد. طول بال عقاب فیلیپین ۱۸۴ تا ۲۲۰ سانتی‌متر (۶ فوت ۰ اینچ تا ۷ فوت ۳ اینچ) و طول وتر بال آن ۵۷٫۴–۶۱٫۴ سانتی‌متر (۲۲٫۶–۲۴٫۲ اینچ) است.
این عقاب نادرترین گونه عقاب زنده در جهان بوده و در معرض خطر انقراض کامل قرار دارد و تنها در چهار جزیره از مجمع الجزایر فیلیپین یافت می‌شود.